# Литовска съпротива
Литовската съпротива е съпротивително движение в Литва по време на съветската и германската окупация през Втората световна война.
В периода на съветска окупация се организира Литовски фронт на активистите, който провежда Юнското въстание през 1941 година, но е ликвидиран от германските окупатори. След 1943 година е сформирана Литовска освободителна армия, която се стреми към възстановяване на независимостта на страната, но е унищожена пре втората съветска окупация. Освен това в Литва действат и съветски партизани, както и участници в Еврейската съпротива.